# Danica Novgorodoff
Danica Novgorodoff (née le 8 septembre 1980 à Chicago) est une graphiste, illustratrice et auteure de bande dessinée américaine. Elle a reçu un Bachelor of Arts de l'Université Yale en 2002. 

## Biographie
En 2020, elle adapte en roman graphique le roman ado américain Long Way Down (book) (en) de  Jason Reynolds (en) (publié en 2017). Pour les illustrations de ce roman graphique, elle est lauréate de la Médaille Kate-Greenaway 2022. L'ouvrage paraît en traduction française sous le même titre en mars 2023.

## Publications
- Circus Song, auto-édité, 2005.
- A Late Freeze, auto-édité, 2006.
- Slow Storm, First Second, 2008.
- Refresh, Refresh, d'après Benjamin Percy et James Ponsoldt, First Second, 2009.
- The Undertaking of Lily Chen, First Second, 2014.
- Long Way Down, d'après le roman de Jason Reynolds (en), Faber, 2020
  - (fr) Long Way Down, d'après le roman de Jason Reynolds, traduit de l'anglais par Insa Sané, Milan, 2023

## Prix et distinctions
- 2022 : Médaille Kate-Greenaway[1] pour ses illustrations de Long Way Down (texte de Jason Reynolds)